# Thành phố của Chúa (phim 2002)
Thành phố của Chúa (tiếng Bồ Đào Nha: Cidade de Deus) là bộ phim tội phạm Brazil 2002 đạo diễn bởi Fernando Meirelles và Kátia Lund, phát hành ở nước nhà năm 2002 và trên quốc tế năm 2003. Bráulio Mantovani lấy cảm hứng từ tiểu thuyết cùng tên năm 1997 của Paulo Lins, nhưng cốt truyện dựa trên những sự kiện có thật. Bộ phim tái hiện sự phát triển của tội phạm có tổ chức trong vùng ngoại ô Cidade de Deus của Rio de Janeiro, từ cuối thập niên 1960 đến đầu những năm 1980, với đoạn cuối của phim tập trung vào cuộc chiến giữa ông trùm ma túy Li'l Zé và tên tội phạm Knockout Ned. Tagline của bộ phim là "Nếu bạn chạy, con quái vật sẽ bắt bạn; nếu bạn ở, con quái vật nuốt chửng bạn".
Dàn diễn viên tham gia gồm có Alexandre Rodrigues, Leandro Firmino da Hora, Phellipe Haagensen, Douglas Silva, Alice Braga, và Seu Jorge. Hầu hết các diễn viên là cư dân của những favela (khu ổ chuột) như Vidigal và chính Cidade de Deus.
Bộ phim nhận được sự ca ngợi nồng nhiệt từ giới phê bình và được đề cử cho giải Oscar năm 2004 trong bốn hạng mục: Quay phim (César Charlone), Đạo diễn (Meirelles), Dựng phim (Daniel Rezende), và Kịch bản chuyển thể (Mantovani). Năm 2003, bộ phim trở thành đề cử của Brazil cho Giải Oscar cho phim ngoại ngữ hay nhất, nhưng không lọt vào năm phim cuối cùng. Bộ phim thường xuyên được các nhà phê bình và người xem đưa vào những danh sách phim hay nhất thế kỷ 21 và hay nhất mọi thời đại.
Meirelles và Lund sau đó cùng nhau sản xuất loạt phim truyền hình Thành phố của Người và bộ phim Thành phố của Người (2007), với một số diễn viên (trong đó có Douglas Silva và Darlan Cunha) và bối cảnh trùng với Thành phố của Chúa.

## Nội dung
Thành phố Của Chúa lấy bối cảnh vào giữa những năm 1960, đầu 1980 tại một trong những thành phố nguy hiểm nhất thế giới - Rio de Janeiro. Tuy cả phim là câu chuyện của rất nhiều nhân vật đan xen nhau, nhưng tất cả đều được kể qua cái nhìn của một nhân vật duy nhất: Rocket, một cậu bé da đen nghèo - quá sợ để trở thành một tội phạm như những kẻ khác, và cũng quá thông minh để phải làm những công việc dưới đáy xã hội. Cậu lớn lên trong một môi trường đầy bạo lực, tất cả mọi người xung quanh dường như đều đối lập với cậu. Nhưng Rocket sớm nhận ra rằng cậu có thể trở nên khác biệt với những con người đấy, cậu có con mắt của một nhiếp ảnh gia thiên bẩm. Do Rocket không phải nhân vật chính của phim—chỉ là người dẫn chuyện—cậu không phải nhân vật duy nhất để tạo nên toàn bộ nội dung phim. Tuy nhiên không chỉ cuộc đời Rocket gắn liền với những gì xảy ra trong phim, mà còn nhờ tài năng và niềm đam mê nhiếp ảnh của cậu mà thế giới có cơ hội hiểu thêm về những gì đang xảy ra tại một trong những xã hội nguy hiểm và đầy bạo lực nhất.

## Nhân vật chính
Tên gốc tiếng Bồ Đào Nha của nhân vật và tên dịch ra tiếng Anh
- Buscapé (Rocket), thể hiện bởi Alexandre Rodrigues (lớn) và Luis Otávio (bé): Nhân vật và là người dẫn truyện chính. Người duy nhất không dính dáng gì đến tội ác trong suốt cuộc chiến của 2 băng đảng.
- Zé Pequeno (Li'l Zé), thể hiện bởi Leandro Firmino da Hora: Một kẻ buôn ma túy đầy tàn bạo, sẵn sàng giết bất cứ ai cản trở con đường thành ông trùm của hắn. Lil' Ze khá vô duyên với con gái. Khi còn bé, Lil' Ze có biệt danh "Dadinho (Li'l Dice)", được thể hiện bởi Douglas Silva.
- Bené (Benny), thể hiện bới Phellipe Haagensen (lớn) và Michel de Souza (bé): Li'l Zé's cộng sự thân cận nhất của Lil Ze. Tuy cùng giúp đỡ Lil Ze buôn bán ma túy, Benny là một người tốt và lúc cuối chính anh đã muốn dứt bỏ con đường tội phạm.
- Sandro Cenoura (Carrot), thể hiện bởi Matheus Nachtergaele: Một tay buôn ma túy nhỏ, được Benny bảo trợ cho công việc nhưng lại là cái gai trong mắt Lil Ze.
- Mané Galinha (Knockout Ned), thể hiện bởi Seu Jorge: Một thanh niên đẹp trai với người bạn gái xinh đẹp. Khi bạn gái anh lọt vào mắt xanh Lil Ze, hắn đã cưỡng hiếp cô và tiếp tục giết chết em trai của Knockout Ned. Để trả thù, Ned đã gia nhập quân của Carrot.
- Cabeleira (Shaggy), thể hiện bởi Jonathan Haagensen: Thủ lĩnh băng Trio Ternura (Tender Trio), một nhóm những tay cướp ở Cidade de Deus. Họ chia tiền cướp được với người dân nơi đây.
- Marreco (Goose), thể hiện bởi Renato de Souza: Một thành viên Tender Trio, anh trai của Rocket.
- Angélica, thể hiện bởi Alice Braga: Bạn gái cũ của Rocket, sau là của Benny: người đã khuyến khích Benny rời bỏ con đường tội phạm.

## Thông tin bên lề
Hầu như toàn bộ diễn viên trong phim đều được chọn từ những khu ổ chuột ở Rio de Janeiro. Vài người trong số đó, ví dụ như Rocket (Alexandre Rodrigues), thậm chí sống ở chính Thành phố Của Chúa. Chỉ duy nhất Matheus Nachtergaele (vai Carrot) là diễn viên chuyên nghiệp.
Đạo diễn Fernando Meirelles đã từng nói rằng nếu biết được sự nguy hiểm khi quay tại các khu ổ chuột ở Rio, ông đã không thực hiện bộ phim.
Vào cuối phim, băng The Runts nói chuyện về việc làm một danh sách chết những kẻ chúng cần tiêu diệt. Những đứa nhóc đó lớn lên đã trở thành CV (Comando Vermelho) - băng nhóm tội phạm nổi tiếng nguy hiểm nhất ở Rio de Janeiro. Được biết CV cũng có một danh sách chết.
Leandro Firmino (vai Lil Ze) sống ở Thành phố Của Chúa. Anh không có ý định trở thành diễn viên khi ban đầu chỉ đi thử vai cùng bạn cho vui.
Do bên trong Thành phố Của Chúa quá nguy hiểm, đoàn làm phim đã quay ở một vùng lân cận khác, ít nguy hiểm hơn.
Sau thành công của City of God, 2 đạo diễn Fernando Meirelles và Kátia Lund đã tiếp tục cho ra đời loạt phim truyền hình City of Men (2003 - 2007), nói về cuộc sống của những đứa trẻ chính tại Rio de Janeiro, với sự tham gia của một số diễn viên từ City of God.

## Phát hành
Ở Brasil, Thành phố Của Chúa đã trở thành phim ăn khách nhất năm 2002, với hơn 3,1 triệu vé được bán. Doanh thu ở thị trường nội địa là 7,5 triệu USD và trên toàn cầu là 21,1 triệu USD, tổng doanh thu 28,6 triệu USD.
Thành phố Của Chúa hiện xếp hạng 17 trong Top 250 phim hay nhất của IMDB.